# Alexander (Dacota do Norte)
Alexander é uma cidade localizada no estado norte-americano de Dacota do Norte, no Condado de McKenzie.

## Demografia
Segundo o censo norte-americano de 2000, a sua população era de 217 habitantes. 
Em 2006, foi estimada uma população de 217, um aumento de 0 (0.0%).

## Geografia
De acordo com o United States Census Bureau tem uma área de 
3,7 km², dos quais 3,7 km² cobertos por terra e 0,0 km² cobertos por água. Alexander localiza-se a aproximadamente 667 m acima do nível do mar.

## Localidades na vizinhança
O diagrama seguinte representa as localidades num raio de 36 km ao redor de Alexander. 